# Colombelles
Colombelles é uma comuna francesa na região administrativa da Normandia, no departamento Calvados. Estende-se por uma área de 7,14 km². Em 2010 a comuna tinha 6 993 habitantes (densidade: 979,4 hab./km²).